# Renault 21
El Renault 21 (o R-21), es un automóvil del segmento D producido por el fabricante francés Renault entre los años 1986 y 1994. El R-21 fue fabricado en Francia, España, Argentina, Colombia y Venezuela. Fue el reemplazo del Renault 18, y fue relevado a su vez por el Renault Laguna. Se comercializó en Estados Unidos bajo el nombre de Renault Medallion y Eagle Medallion, cambiándole ligeramente la estética, el equipamiento y los motores. En Europa finalizó su producción en 1994.

## Historia

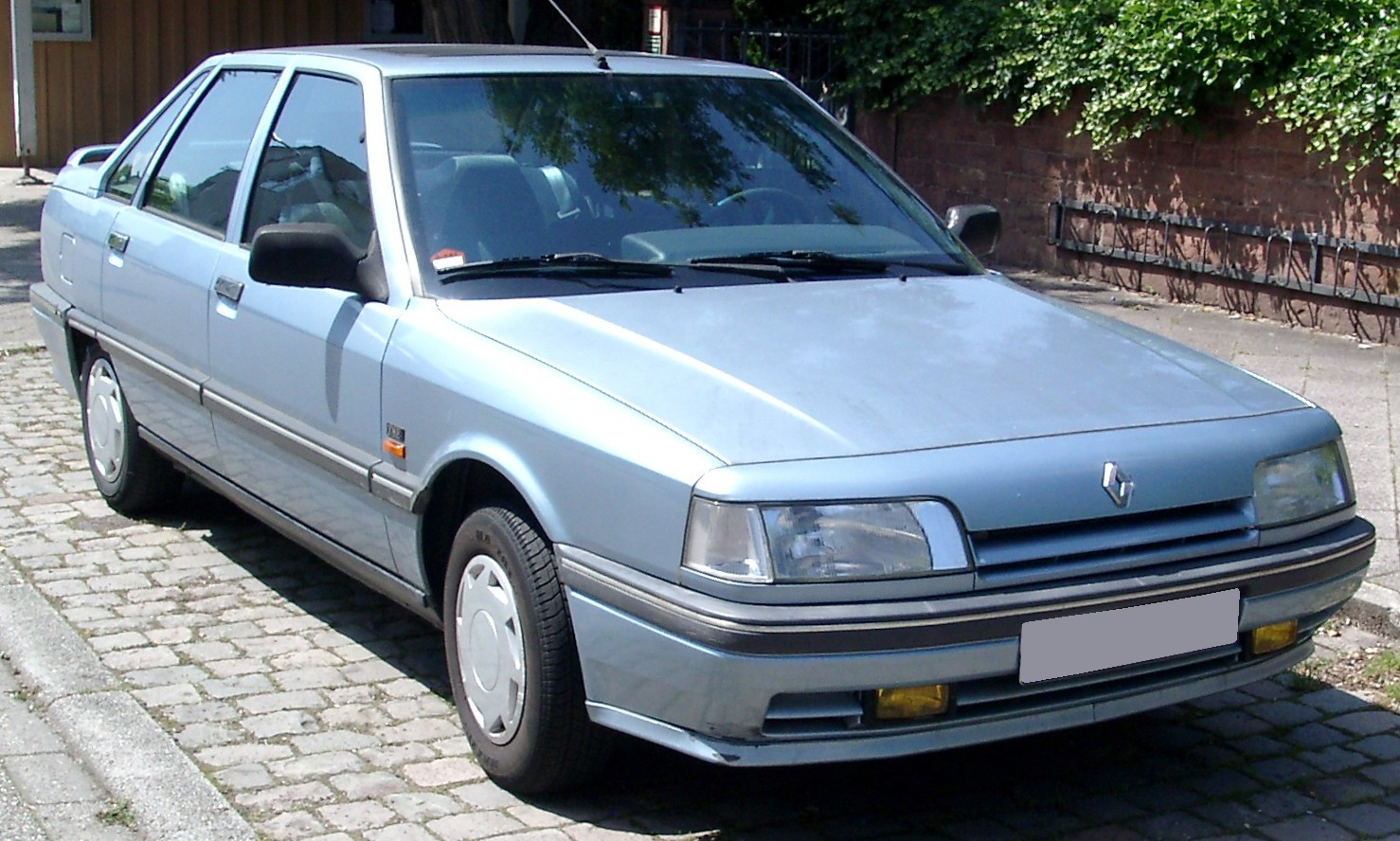
En 2008.

Diseñado por el italiano Giorgetto Giugiaro, al igual que lo sería posteriormente su hermano pequeño, el Renault 19, contaba con la particularidad de montar mecánicas longitudinales aprovechando las transmisiones de origen Renault 20/30 y Renault 18 en las versiones diésel y 2.0 gasolina, mientras que el motor 1.7 gasolina, compartido con los Renault 5 y Renault 9/11 se montaba transversalmente, contando incluso con dos batallas distintas.
El Renault 21 se vendió con motores de gasolina y diésel. Las motorizaciones de gasolina vendidas en España eran un 1,7 l -con una potencia máxima de 92 CV- y un 2,0 L en versiones atmosféricas de ocho válvulas y 120 CV o de doce válvulas y 140 CV de potencia y con turbocompresor de 175 CV (162 en las últimas versiones con catalizador). Los diésel de 2,1 litros de cilindrada se ofrecieron en versiones aspiradas de 67 CV (más tarde pasó a 74 CV) y turbodiésel de 88 CV. En Venezuela se vendió mayoritariamente la versión TXI, con un motor de 2,2 litros, 8 válvulas y 135 CV. Más tarde se vendió la versión de inyección también sobre un motor de 2,2 litros. 
Las carrocerías disponibles eran una berlina de tres volúmenes y cuatro puertas, otra de dos cuerpos y cinco puertas, y una familiar de cinco puertas ("Nevada"). Esta última era 150 mm más larga que las otras dos, y estaba disponible con cinco o siete plazas. En Argentina el modelo "Alizé" se traía importado de Francia con el nivel de equipamiento más básico.
La mayoría de las versiones contaban con tracción delantera, pero también se ofrecía una con tracción a las cuatro ruedas, denominada "Quadra" en las berlinas, y "4x4" en los familiares.
La dirección mecánica es la única del segmento que efectuaba la asistencia fuera de la cremallera de dirección.
Fue un vehículo aceptado para el transporte público, y aún puede verse circulando hoy en día en algunos países.
En 1989 llegó a Argentina la versión TXE, con el motor de carburador de 2,2 l y 116 CV, que alcanzaba una velocidad punta de 190 km/h y aceleraba de 0 a 100 en 9,81 segundos. Su consumo era de 7,7 l cada 100 km a 100 km/h. Contaba con asientos tapizados en tela o en cuero negro, ordenador de a bordo y elevalunas eléctricos. En el año 1993 fue reemplazado por la versión TXI, con un motor de inyección de 2.2 l y 120 CV que alcanzaba una velocidad de 200 km/h y un buen promedio de 0 a 100 en 9,2 s aprox. El consumo de combustible era de 8 l cada 100 km a 120 km/h. Esta versión fue sustituida en 1995 por el 21 RTi, conservando la motorización de inyección del 21 TXI.

### Fase 1 - Sedán

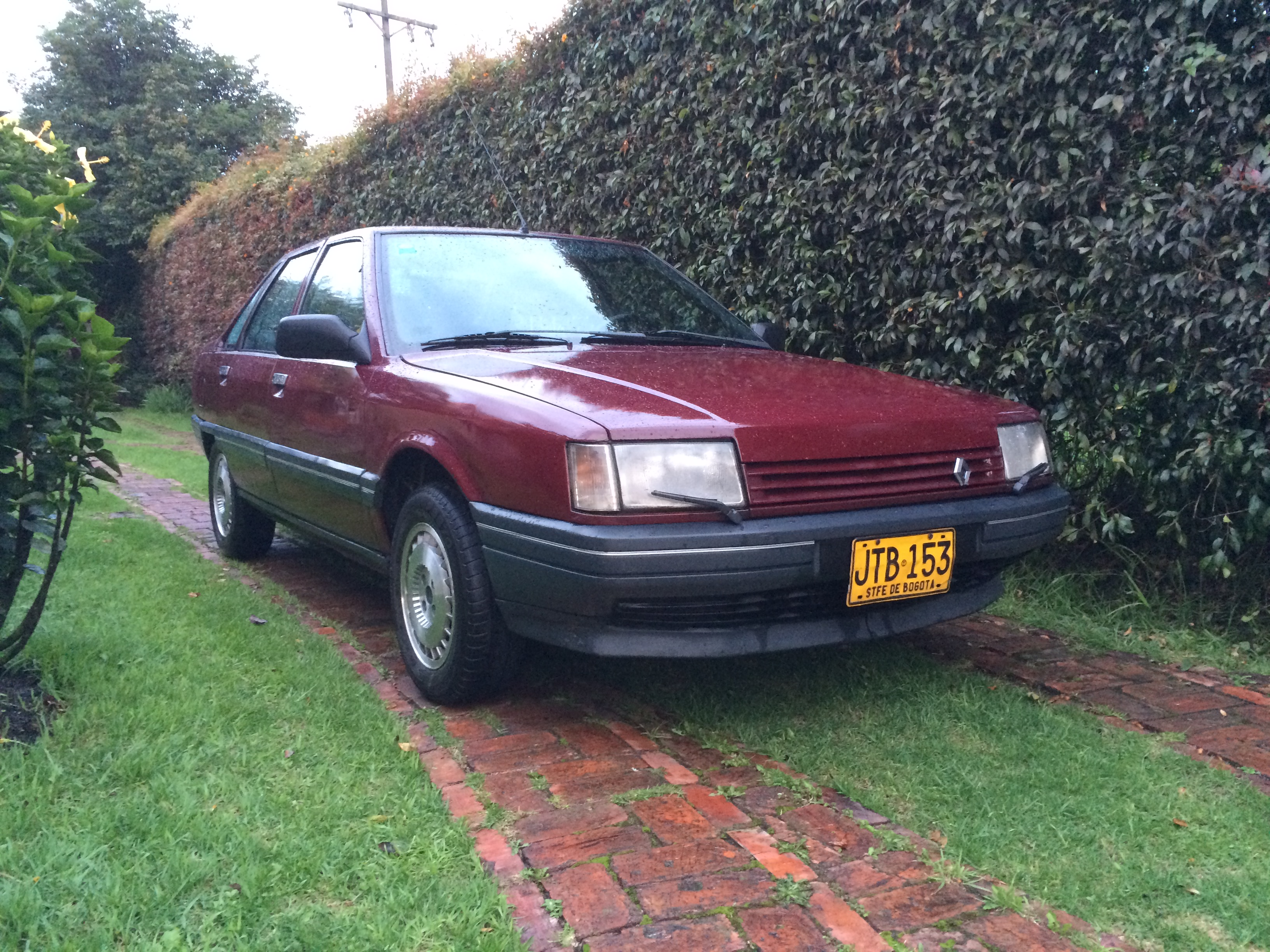
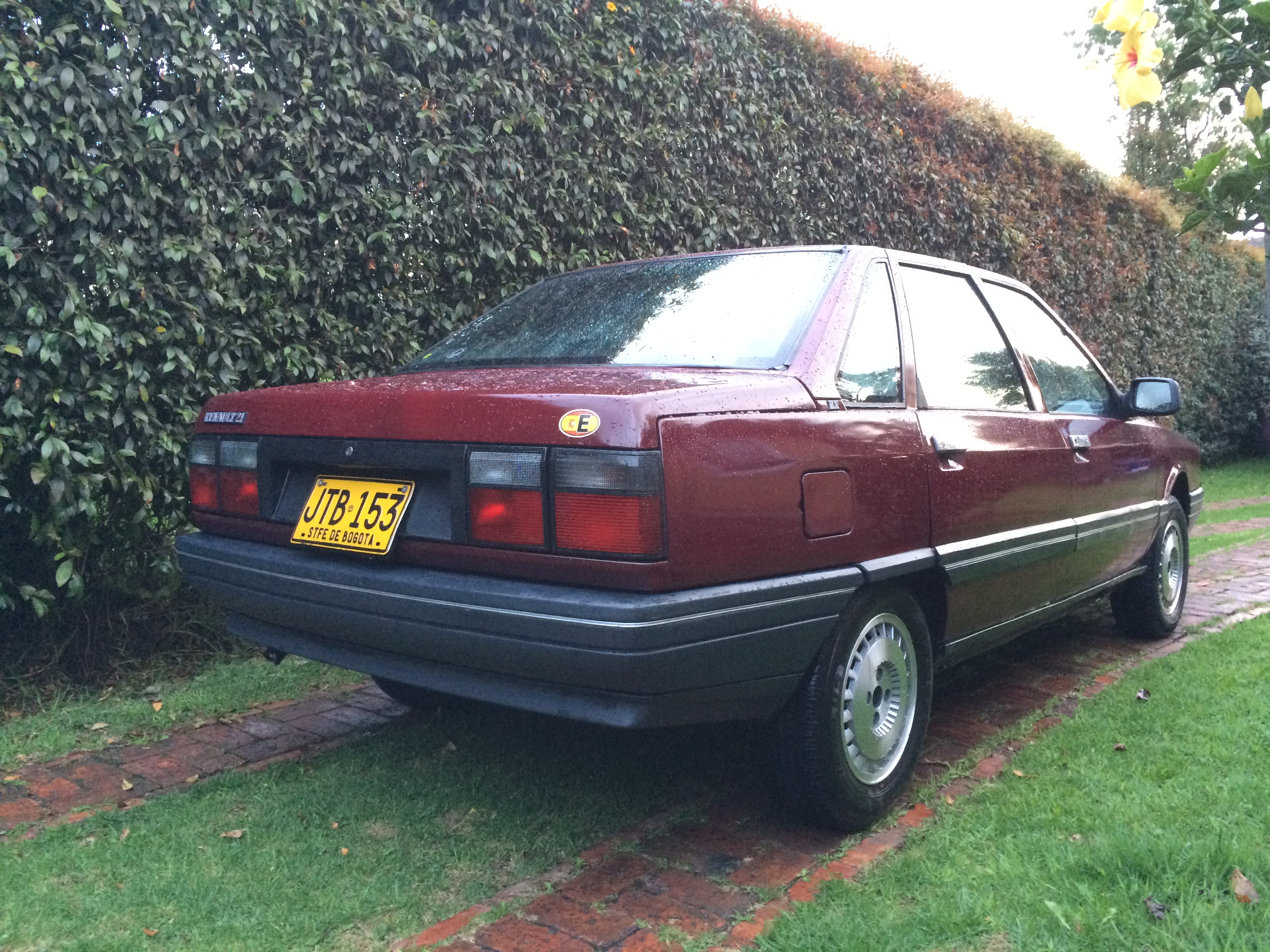

### Fase 2 - Etoile TXI 2.0lt

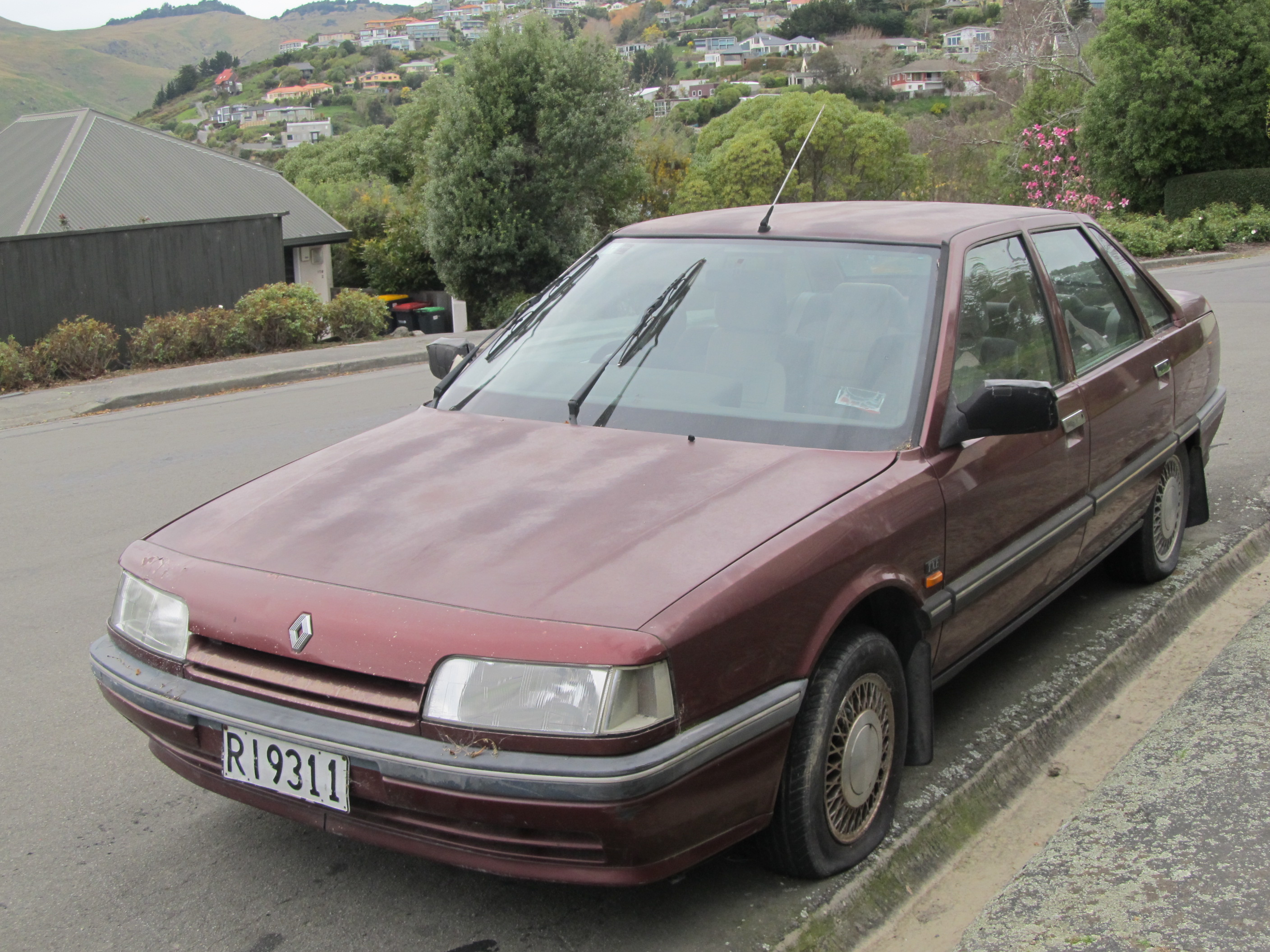
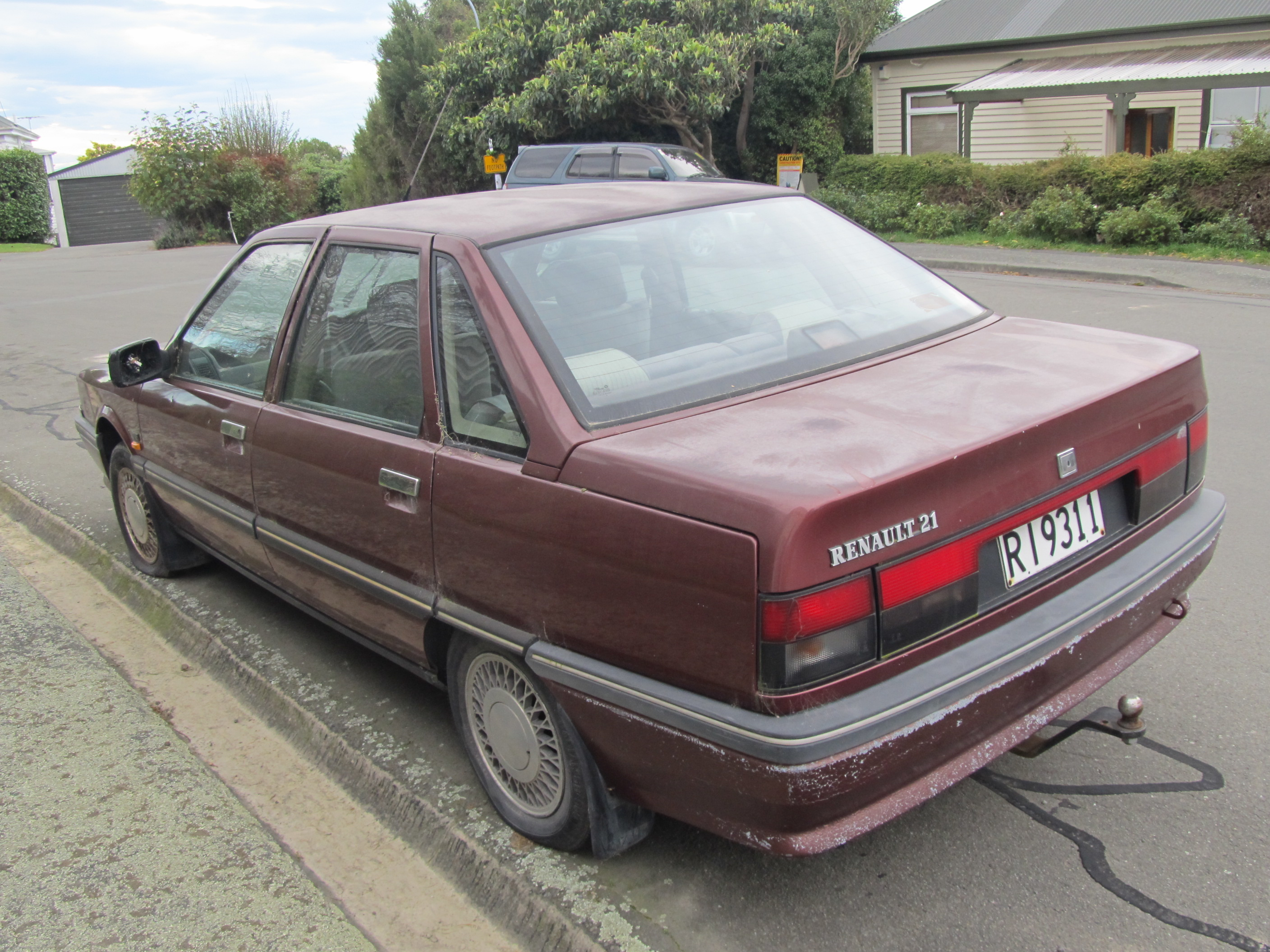

### Fase 2 - Hatchback (Alize)

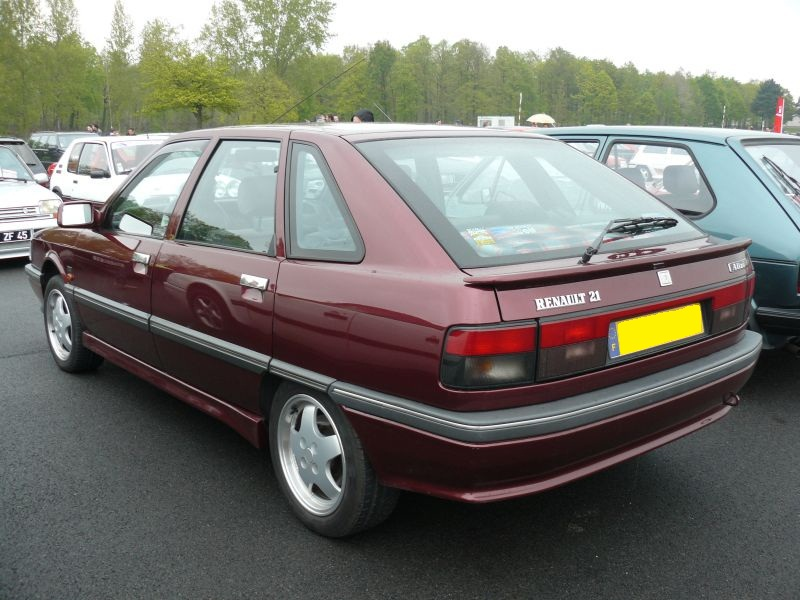

### Fase 2 - Familiar (Nevada)

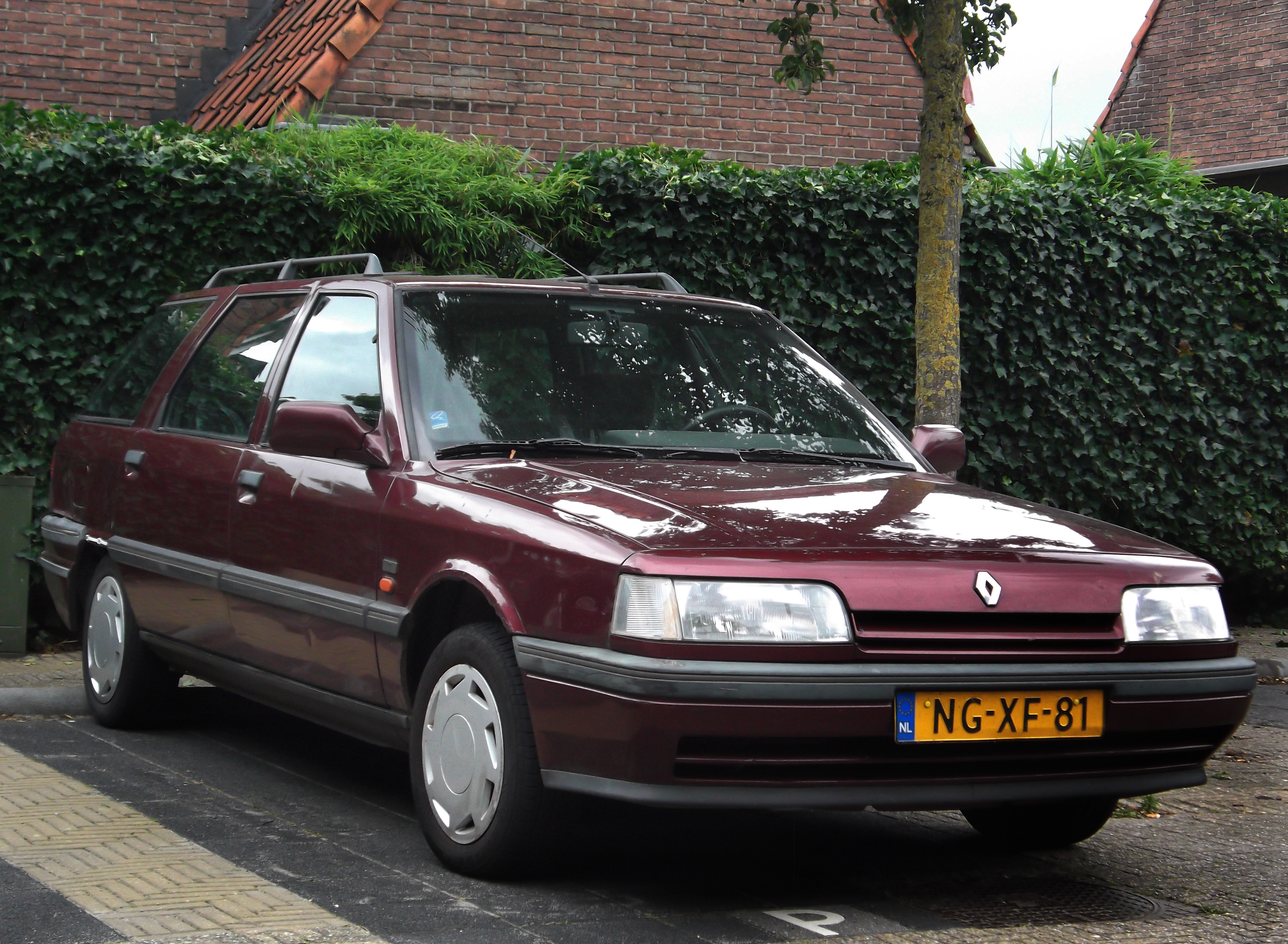
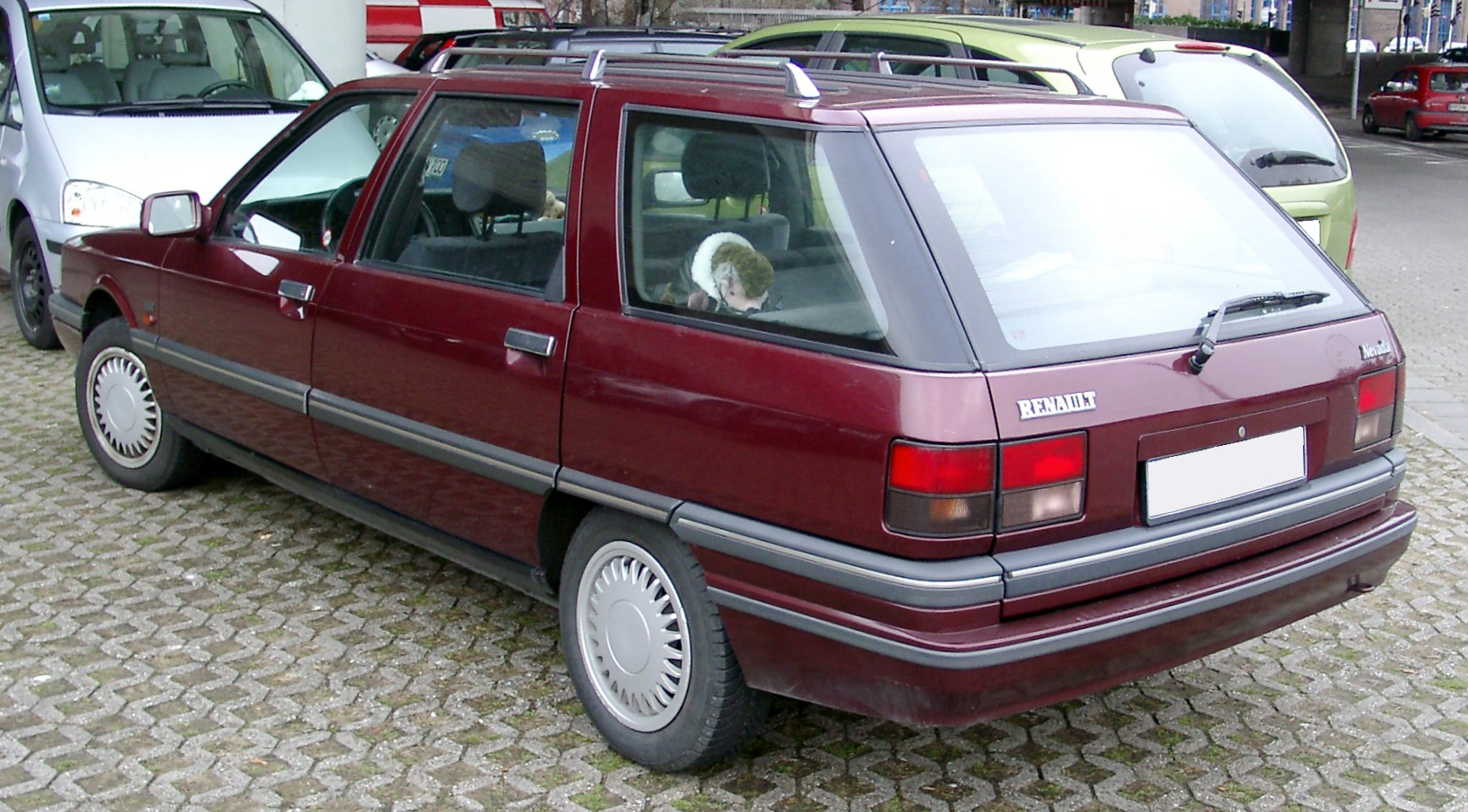

### Eagle Medallion (EE. UU.)

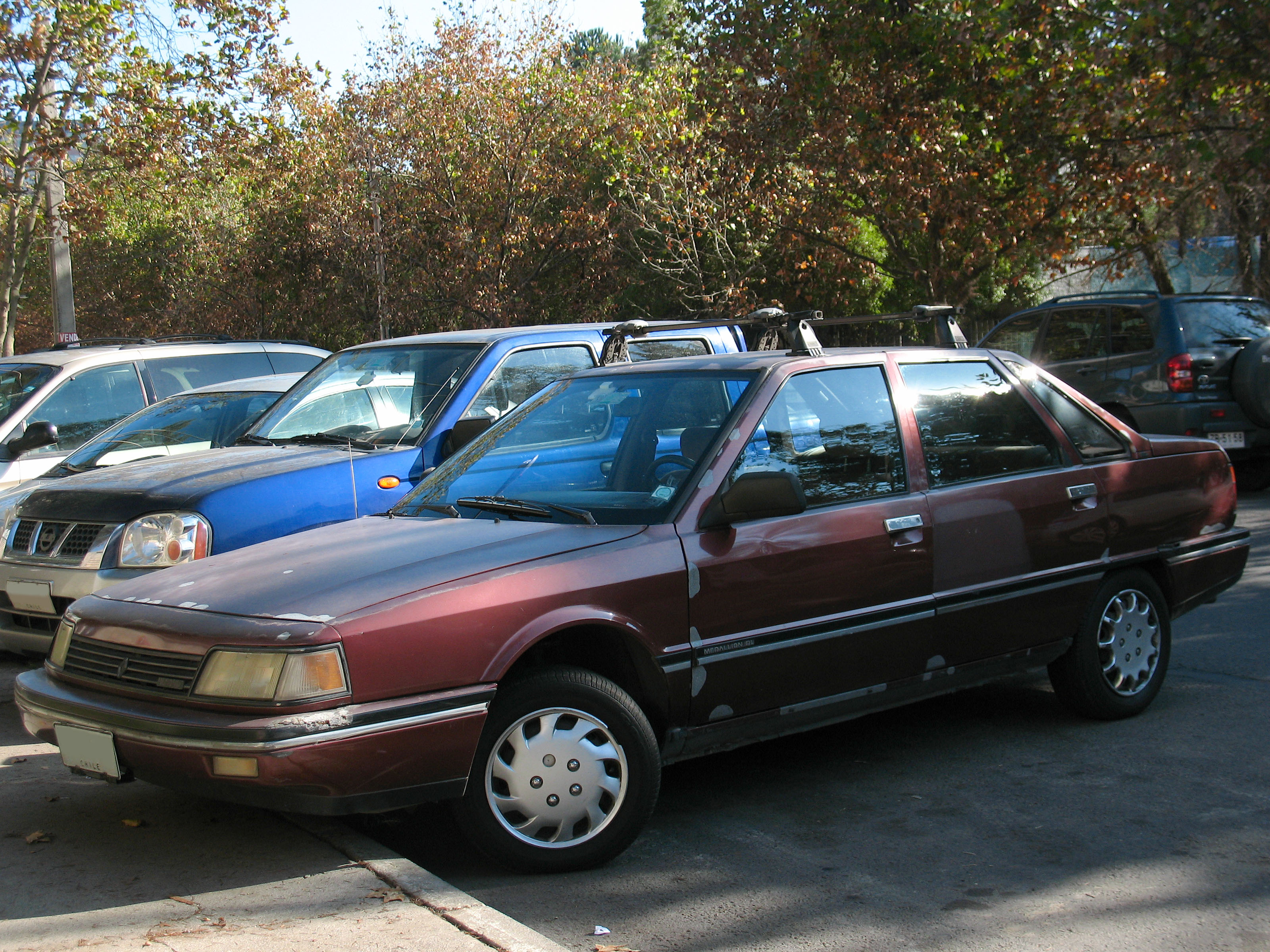
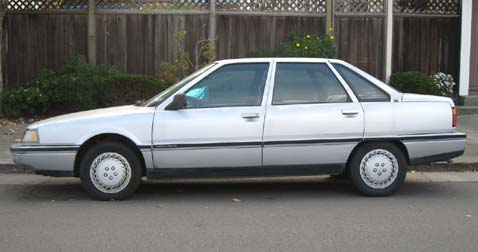

## Carrocerías y Fases

### Turbo

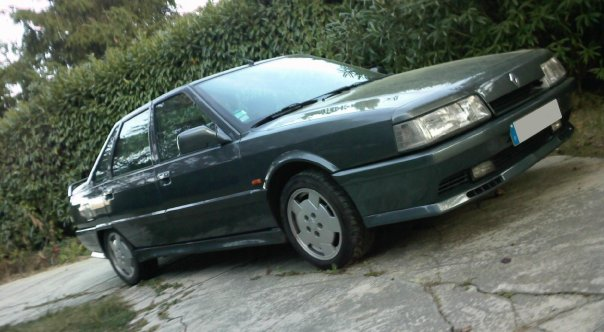
2 litros
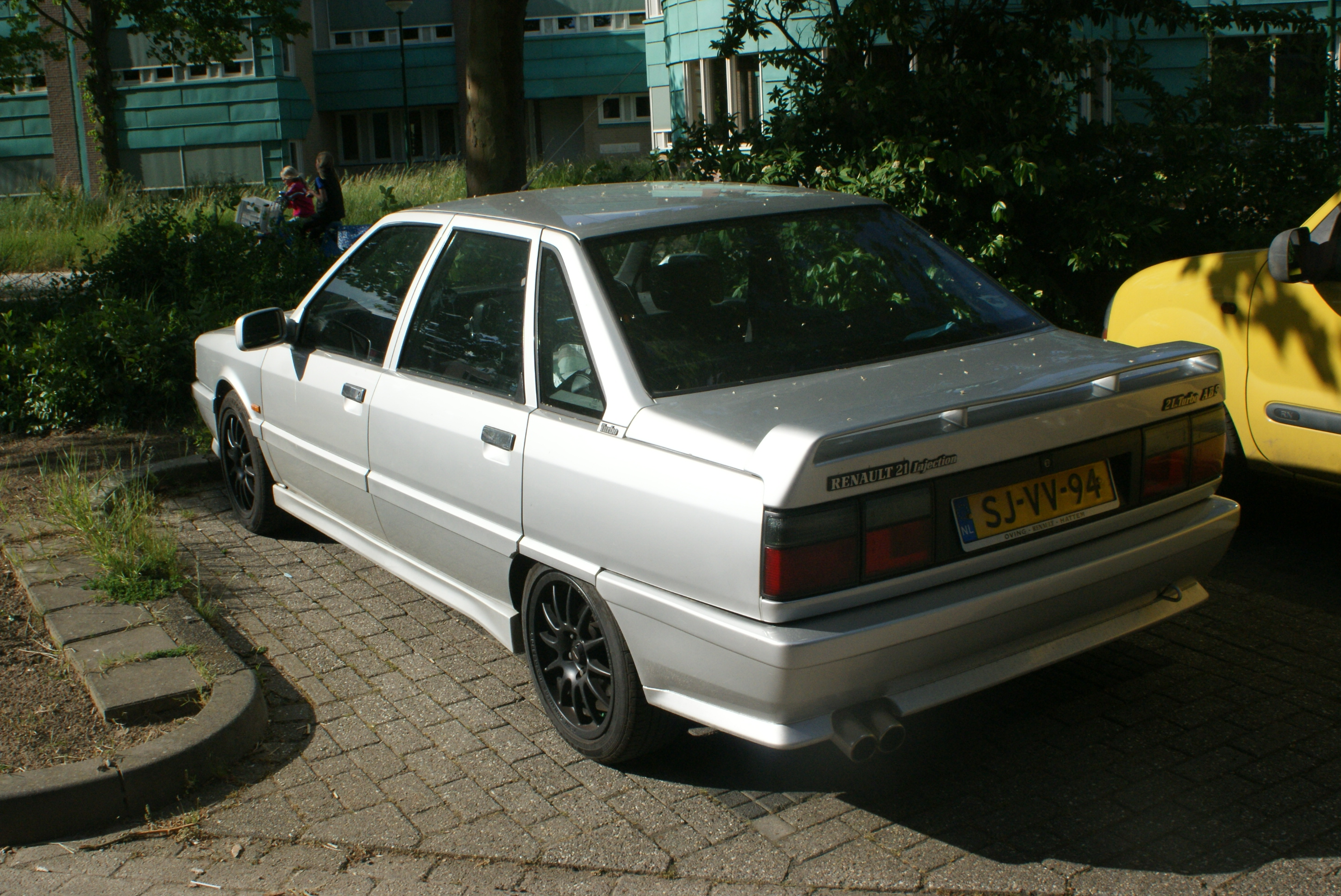
Turbo de 1988

## Motorizaciones
| Motores de gasolina            | Motores de gasolina   | Motores de gasolina   | Motores de gasolina                                          | Motores de gasolina                                          | Motores de gasolina                                          | Motores de gasolina                                          | Motores de gasolina                                          | Motores de gasolina                                          | Motores de gasolina                                          | Motores de gasolina                                          | Motores de gasolina                                          | Motores de gasolina                                          | Motores de gasolina |
|                                | TL/GTL                | TL/GTL                | TL/GTL                                                       | TS/GTS/TSE                                                   | TS/GTS/TSE                                                   | TS/GTS/TSE                                                   | GTX/TXE/TI                                                   | GTX/TXE/TI                                                   | TXI/GTI                                                      | TXI/GTI                                                      | Turbo                                                        | Turbo                                                        |                     |
| ------------------------------ | --------------------- | --------------------- | ------------------------------------------------------------ | ------------------------------------------------------------ | ------------------------------------------------------------ | ------------------------------------------------------------ | ------------------------------------------------------------ | ------------------------------------------------------------ | ------------------------------------------------------------ | ------------------------------------------------------------ | ------------------------------------------------------------ | ------------------------------------------------------------ | ------------------- |
| Periodo                        | 1988-1993             | 1986-1987             | 1986-1994                                                    | 1986-1993                                                    | 1986-1994                                                    | 1989-1995                                                    | 1986-1993                                                    | 1993-1995                                                    | 1989-1993                                                    | 1993-1994                                                    | 1987-1993                                                    | 1993-1994                                                    |                     |
| Tipo de motor                  | L4 8v, carburación    | L4 8v, carburación    | L4 8v, inyección                                             | L4 8v, carburación                                           | L4 8v, inyección/carburación                                 | L4 8v, inyección/carburación                                 | L4 8v, inyección/carburación                                 | L4 8v, inyección/carburación                                 | L4 12v, inyección                                            | L4 12v, inyección                                            | L4 8v, inyección, turbo, doble intercooler.                  | L4 8v, inyección, turbo, doble intercooler.                  |                     |
| Identificación del motor       | C2J                   | F2N                   | F3N                                                          | F2N                                                          | F3N                                                          | F3N                                                          | J7R                                                          | J7T Cat.                                                     | J7R / (Cat 1993-)                                            | J7R / (Cat 1993-)                                            | J7R / (Cat 1993-)                                            | J7R / (Cat 1993-)                                            |                     |
| Diámetro x carrera             | 76.0 mm x 77.0 mm     | 81.0 mm x 83.5 mm     | 81.0 mm x 83.5 mm                                            | 81.0 mm x 83.5 mm                                            | 81.0 mm x 83.5 mm                                            | 81.0 mm x 83.5 mm                                            | 88.0 mm x 82.0 mm                                            | 88.0 mm x 89.0 mm                                            | 88.0 mm x 82.0 mm                                            | 88.0 mm x 82.0 mm                                            | 88.0 mm x 82.0 mm                                            | 88.0 mm x 82.0 mm                                            |                     |
| Cilindrada                     | 1397 cm³              | 1721 cm³              | 1721 cm³                                                     | 1721 cm³                                                     | 1721 cm³                                                     | 1721 cm³                                                     | 1995 cm³                                                     | 2165 cm³                                                     | 1995 cm³                                                     | 1995 cm³                                                     | 1995 cm³                                                     | 1995 cm³                                                     |                     |
| Relación de compresión         | 9.2: 1                | 9.2: 1                | 9.5: 1                                                       | 9.2: 1                                                       | 9.5: 1                                                       | 9.5: 1                                                       | 10.0: 1                                                      | 9.2: 1                                                       | 9.3: 1                                                       | 9.3: 1                                                       | 8.0:1                                                        | 8.0:1                                                        |                     |
| Potencia máxima: CV (kW) @ rpm | 70 CV (51 kW) @ 5250  | 75 CV (55 kW) @ 5000  | 73 CV (54 kW) @ 5000                                         | 92 CV (68 kW) @ 5750                                         | 94 CV (69 kW) @ 5200                                         | 90 CV (66 kW) @ 5250                                         | 120 CV (88 kW) @ 5500                                        | 107 CV (79 kW) @ 5000                                        | 140 CV (103 kW) @ 6000                                       | 135 CV (99 kW) @ 6000                                        | 175 CV (129 kW) @ 5200                                       | 162 CV (119 kW) @ 5500                                       |                     |
| Par máximo: Nm @ rpm           | 106 Nm @ 3000         | 125 Nm @ 3250         | 127 Nm @ 2750                                                | 138 Nm @ 3000                                                | 143 Nm @ 3000                                                | 140 Nm @ 3000                                                | 168 Nm @ 4500                                                | 169 Nm @ 3500                                                | 176 Nm @ 4300                                                | 174 Nm @ 4300                                                | 270 Nm @ 3000                                                | 260 Nm @ 3000                                                |                     |
| Tracción                       | Delantera             | Delantera             | Delantera                                                    | Delantera                                                    | Delantera                                                    | Delantera                                                    | Delantera/Total                                              | Delantera                                                    | Delantera/Total                                              | Delantera/Total                                              | Delantera/Total                                              | Delantera/Total                                              |                     |
| Transmisión                    | Manual, 4 velocidades | Manual, 4 velocidades | Manual, 5 velocidades/ Automática 4 velocidades (Opción TXE) | Manual, 5 velocidades/ Automática 4 velocidades (Opción TXE) | Manual, 5 velocidades/ Automática 4 velocidades (Opción TXE) | Manual, 5 velocidades/ Automática 4 velocidades (Opción TXE) | Manual, 5 velocidades/ Automática 4 velocidades (Opción TXE) | Manual, 5 velocidades/ Automática 4 velocidades (Opción TXE) | Manual, 5 velocidades/ Automática 4 velocidades (Opción TXE) | Manual, 5 velocidades/ Automática 4 velocidades (Opción TXE) | Manual, 5 velocidades/ Automática 4 velocidades (Opción TXE) | Manual, 5 velocidades/ Automática 4 velocidades (Opción TXE) |                     |
| Peso (TARA) KG                 | -                     | -                     | -                                                            | 980 / 990 kg                                                 | 980 / 990 kg                                                 | 980 / 990 kg                                                 | 1100 kg                                                      | 1150 kg                                                      | 1180 - 1395 kg (Quadra)                                      |                                                              | 1210 kg - 1345 kg (Quadra)                                   |                                                              |                     |
| Aceleración 0–100 km/h         | -                     | 12.0 s                | 12.5 s                                                       | 11.5 s                                                       | 11.5 s                                                       | -                                                            | 9.9 s                                                        | 10.6 s                                                       | 9.7 s                                                        | 9.6 s                                                        | 7.4 s                                                        | 8.1 s                                                        |                     |
| Velocidad máxima               | -                     | 173 km/h              | 172 km/h                                                     | 185 km/h                                                     | 185 km/h                                                     | 185 km/h                                                     | 200 km/h                                                     | 192 km/h                                                     | 205 km/h                                                     | 205 km/h                                                     | 227 km/h                                                     | 222 km/h                                                     |                     |

| Periodo                        | 1989-1993             | 1986-1995                 | 1986-1995             |           |           |           |           |           |
| Tipo de motor                  | L4 8v                 | L4 8v                     | L4 8v, turbo          |           |           |           |           |           |
| Identificación del motor       | F8Q                   | J8S                       | J8S                   |           |           |           |           |           |
| Diámetro x carrera             | 80.0 mm x 93.0 mm     | 86.0 mm x 89.0 mm         | 86.0 mm x 89.0 mm     |           |           |           |           |           |
| Cilindrada                     | 1870 cm³              | 2068 cm³                  | 2068 cm³              |           |           |           |           |           |
| Relación de compresión         | 21.5: 1               | 21.5: 1                   | 21.5: 1               |           |           |           |           |           |
| Potencia máxima: CV (kW) @ rpm | 65 CV (47 kW) @ 4500  | 67 / 72 CV (53 kW) @ 4500 | 88 CV (65 kW) @ 4250  |           |           |           |           |           |
| Par máximo: Nm @ rpm           | 118 Nm @ 2250         | 139 Nm @ 2250             | 184 Nm @ 2000         |           |           |           |           |           |
| Tracción                       | Delantera             | Delantera                 | Delantera             | Delantera | Delantera | Delantera | Delantera | Delantera |
| Transmisión                    | Manual, 5 velocidades | Manual, 5 velocidades     | Manual, 5 velocidades |           |           |           |           |           |
| Aceleración 0–100 km/h         | 16.0 s                | 15.1 s                    | 11.8 s                |           |           |           |           |           |
| Velocidad máxima               | 155 km/h              | 162 km/h                  | 177 km/h              |           |           |           |           |           |

- - En Colombia se usaron motores de 1.6 y 2.0 llamándose RS la 1.6 y la 2.0 RX (referencias exclusivas para Colombia) la primera de 73cv y 12.5 kilos de torque y la segunda de 100cv y 16.5. Datos confirmados en las revistas Motor de El Tiempo del 5 de abril de 1989 y abril de 1987.

## Niveles de equipamiento

### Despliegue inicial (1986)
Como ocurre habitualmente con este fabricante, y en general con todos los fabricantes de turismos generalistas, la entrada al mercado en 1986 del Renault 21 consistía en 3 versiones que ligaban acabado y motor: TS, GTS y GTD.

#### Gasolina
TS
Era la versión básica, contaba con motor 1721 cc y 92 CV, con carburador de dos cuerpos SOLEX 28-34 Z10 2, en la fase 1. El equipamiento era muy básico: luneta térmica, reloj digital y retrovisores exteriores regulables desde el interior, los fase 1 no tenían retrovisor derecho. En la fase 2, el equipamiento se incrementó, y en las últimas unidades, el motor fue mejorado y pasado a inyección electrónica, y 95 cv. 
GTS
Esta versión montaba el mismo motor que el TS, pero con un mayor equipamiento. Aparte del mencionado en el TS hay que añadir: antinieblas y paragolpes color carrocería, elevalunas eléctricos delanteros, cierre centralizado, asiento del conductor regulable en altura, respaldo de las plazas traseras abatible en 1/3 2/3, dirección asistida, reóstato de intensidad de luz de cuadro de instrumentos, volante regulable en altura y cuentarrevoluciones. También podía contar opcionalmente con aire acondicionado y pintura metalizada. Las últimas unidades contaban con mayor equipamiento, como el climatizador automático.
GTX
Este modelo fue sacado inicialmente en la serie especial mánager en la fase 1, y siguió comercializándose en la fase 2. Contaba con el mismo equipamiento que el GTS, pero con motor 2.0 de gasolina y 120 CV. Las versiones catalizadas dieron como potencia 105 CV. Al final de su vida contó con mayor equipamiento, como el climatizador manual y el ordenador de a bordo. Mecánicamente era un TXE sin la instrumentación digital.
TXE
Fue la versión más alta en la primera fase. Contaba con: aparte de lo anterior hay que sumar el cuadro de instrumentos digital, los rines de aleación ligera y frenos de disco a las 4 ruedas. Como opción se podía pedir el ABS, y en la serie mánager podía llegar a montar asientos de cuero.
Montaba el motor 2.0, 8v con 120 CV, aunque las últimas versiones, que fueron catalizadas, contaban con un motor de 2.2, 8v y 110 CV, que curiosamente no montaban instrumentación digital.
En la segunda fase era el GTX pero más equipado, aparte de lo mencionado anteriormente, montaba espejos exteriores regulables eléctricamente, y como opciones, caja automática de 4 marchas, pintura metalizada, y techo deslizante.
TI
Con el mismo motor que el TXE. Solo salió en la fase 1. Contaba con menos equipamiento que el TXE, pero tenía unos tapacubos específicos, taloneras como opción alerón trasero específico, similar al del 2L. Turbo fase 1. Como elemento estético diferenciador, tenía una doble banda roja que recorría el lateral desde el intermitente del faro principal hasta la base del pilar C, en el cual se encontraba la insignia "TI".
El TI era la versión "semideportiva", ya que no llegaba al nivel de equipamiento del TXE ni a la gran potencia del Turbo. Lo delataba también su interior con una tapicería exclusiva para esta versión, los asientos con laterales anchos y el entonces volante de tres radios deportivo de Renault. De esta variante no existió la versión Nevada.
TXI
Esta versión solo salió en la segunda fase. Contaba con un nuevo motor, de 140 CV, basado en el 8v 120CV, este contaba con 3 válvulas por cilindro y mantenía los 1995 cc del J/R 8v. El equipamiento era el del TXE, al que había que sumarle, alerón trasero, taloneras y llantas Speedline SL401 de 5 radios y 15 pulgadas, volante deportivo de tres radios, climatizador automático digital, ABS y elevalunas eléctricos en las 4 puertas. Como opciones tenía el techo deslizante, asientos de cuero y pintura metalizada.
Las versiones catalizadas desarrollaban 136 CV. Hubo variantes Nevada con este motor, pero no se vendieron en España.
GTI 12V
Con el mismo motor que el TXI pero con un menor equipamiento. Contaba con el alerón, taloneras, llantas y el volante de 3 radios del TXI, discos de freno a las 4 ruedas, elevalunas eléctricos solo en las puertas delanteras, y espejos regulables manualmente desde el interior.
Esta versión contaba con una banda roja en paragolpes y molduras, sustituyendo la cromada de los demás modelos. Al igual que el anterior, solo podía encontrarse en la segunda fase. Esta versión era exclusiva solo en el mercado español. Como opción tenía ABS, climatizador automático digital, techo deslizante,
2 L Turbo

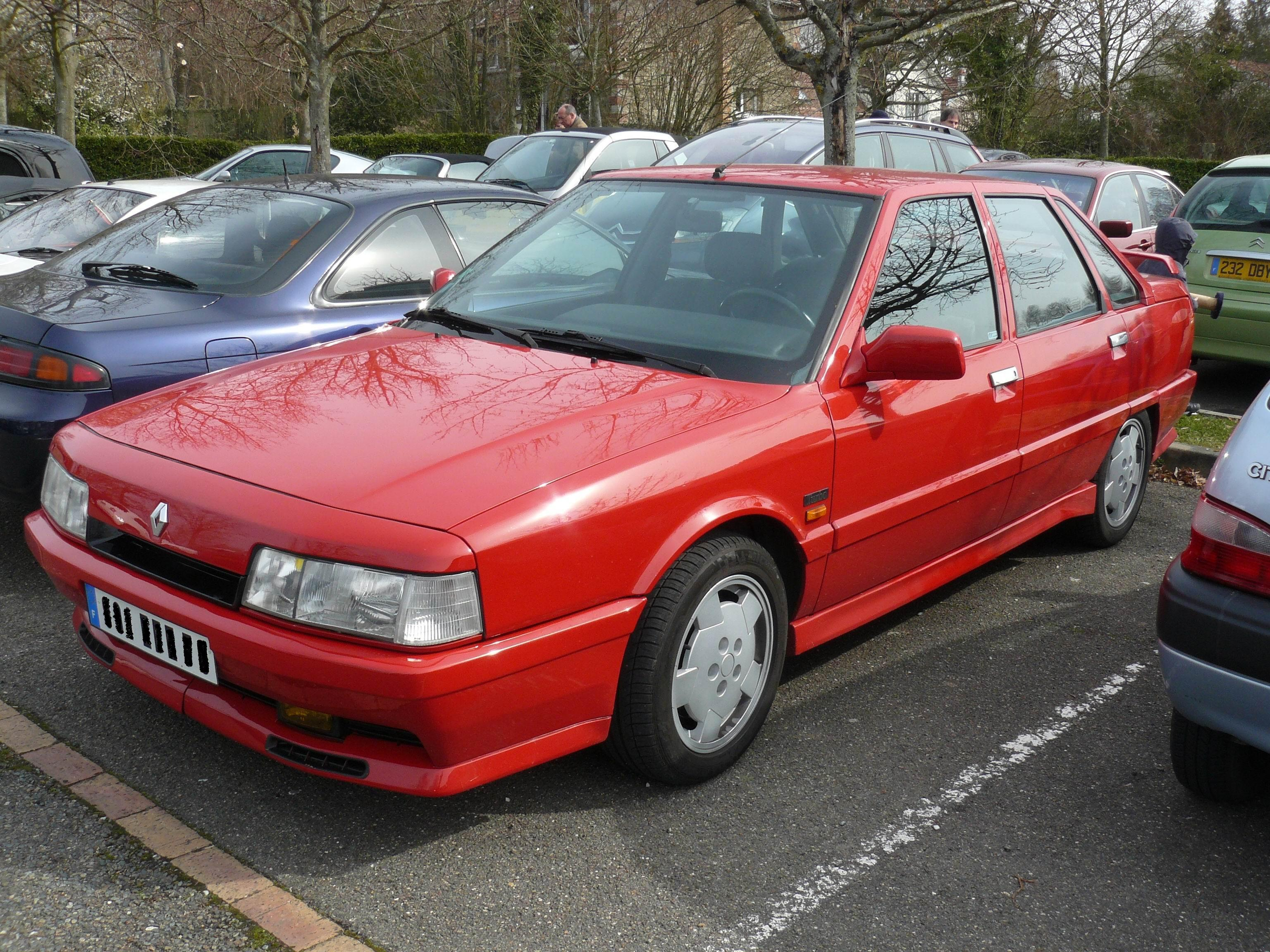
2 litros Turbo

Montaba el motor 2.0 8v de TXE/GTX pero con turbocompresor, desarrollaba 175 CV. Sus faros, parrilla, rejilla frontal y ambos parachoques son específicos del modelo. Fue el motor más potente montado en este modelo. De serie equipaba llantas específicas de 15 pulgadas de 5 tornillos, retrovisores con regulación eléctrica, Alerón (en la fase 1 es específico, y en la fase 2 es el mismo que los TXI/GTI), taloneras como las de los modelos TXI/GTI, dirección asistida, cierre centralizado, frenos ABS, ordenador de a bordo con módulo de consumo, y asiento de copiloto con regulacion especial.
Como opciones los elevalunas en las 4 puertas en los fase 1 y de serie en los fase 2, climatizador automático digital en fase 2, asientos de cuero específicos y sistema de tracción total permanente (Quadra) en fase 2

#### Diésel
GTD
La oferta diésel inicial de este modelo consistió en un hermano a nivel equipamiento del GTS/GTX pero con un motor diésel de 2068 cc y 67 CV para la fase 1, y 72 CV para la fase 2. Durante esta primera fase, era posible distinguir estas tres versiones por las ruedas (aparte obviamente de los distintivos en el maletero y laterales), ya que el TXE montaba llantas de aleación y los tapacubos de la versión GTS eran diferentes de los montados en el 21 GTD.
Turbo D
Con el mismo equipamiento que el GTD, pero con turbocompresor, lo que le daba una potencia máxima de 88 CV.
Todos estos diésel existieron en carrocería Nevada. Estas motorizaciones y versiones son solo para las versiones comercializadas en España, y difieren de las de otros países, donde en algún caso llegó a incorporarse el motor F8Q de 1870 cc y 65 CV, diésel atmosférico también instalado en los Renault 19 y Clio de la época (pero no en España).
Turbo DX
Esta versión estuvo presente tanto en la primera fase como en la segunda. Montaba el mismo motor que el Turbo D. El equipamiento es el mismo que el TXE, excepto el cuadro digital con ordenador de a bordo.

#### Equipamientos
Renault amplió mucho la oferta de versiones y ofreció diversos acabados para cada motorización.
Alizé
Esta versión se equipamiento fue presentada en Francia en 1989 para la versión 5P, no tenía espejos eléctricos, regulación de columna de dirección ni cinturones inerciales atrás, los paragolpes delantero y trasero no eran de color de la carrocería ni tenía antinieblas. En el motor TXE 2.2 carburacion.
Driver
Esta es la versión base del modelo montada en el TS en la segunda fase, no tenía ni aire acondicionado ni dirección asistida de serie pero sí en opción.
Manager
Se podía encontrar tanto en la primera como en la segunda fase, en las versiones GTS, GTX, GTD, TDX y TXE. Contaba con aire acondicionado, elevalunas delanteros eléctricos, cierre centralizado con mando a distancia por infrarrojos, radiocassette Philips, dirección asistida, alarma, tapicería y tapacubos específicos. En la versión TXE hay que sumarle el ordenador y las llantas. 
Broker
Montado solo en la segunda fase y en las versiones TXE y Turbo DX. Contaba con un gran equipamiento, cuatro elevalunas eléctricos, cierre centralizado con mando a distancia por infrarrojos, climatizador automático digital, ordenador de a bordo, (pero no tenía cuadro digital en el TXE), espejos regulables eléctricamente, radio casete con mando al lado del volante y ABS, y techo deslizante en opción 
Baccara
Contaba con casi todo el equipamiento disponible. Específicamente, este equipamiento montaba de serie alarma, asientos de cuero específicos calefactados, palanca de cambios en cuero y madera, sistema ABS, control de crucero, cuatro elevalunas eléctricos, radio-casete con mandos en el volante, regulación de altura de faros desde el interior y retrovisores con regulación eléctrica y calefactados, llantas de aleación específicas, similares a las del TXE y Turbo DX pero con relieve, pintura metalizada, ordenador de a bordo y climatizador automático digital.
Contaba con un motor 2.0 8v de 120 CV.
Quadra
Disponible solo en los 2 L Turbo, GTX y GTI/TXI, esta versión contaba con tracción total permanente a las cuatro ruedas. 
4X4
En los Nevada se ofrecía un sistema de tracción total 4x4 desactivable.

## Premios
- El Renault 21 fue elegido "Coche del Año en España" en 1987.[1]
- El Renault 21 Turbo batió el récord de velocidad sobre hielo en 1988.[2]